# Мистретта
Мистретта (итал. Mistretta) — коммуна в Италии, располагается в области Сицилия, подчиняется административному центру Мессина.
Население коммуны, на 01.01.2024 года, составляет 4315 человека, плотность населения ─ 33,97 чел./км². Коммуна занимает площадь 127,01 км². 
Почтовый индекс — 98073. Телефонный код — 0921.
Покровителем коммуны почитается святой Себастьян, празднование 20 января.